# Bob Gourley
Bob Gourley (...) è un batterista statunitense che ha militato per un anno (dal 1984 al 1985) nella band Dark Angel, prima di essere sostituito da Jack Schwartz.
Bob ha militato anche in una band thrash metal chiamata Powerlord ed è stato anche per un brevissimo tempo batterista negli Slayer, sostituendo momentaneamente Dave Lombardo. Non si sa più nulla di lui da molto tempo e si pensa che abbia abbandonato la musica.